# Renta congelada
Renta congelada é uma série de televisão de comédia mexicana exibida pelo Las Estrellas desde 2017, estrelada por Rodrigo Murray, Juan Diego Covarrubias, Regina Blandón e Patricia Manterola.

## Enredo

### Primeira temporada
A série começa quando descolados vegan recém-casados, Ana e Fernando, alugam sua nova casa a um preço baixo. No entanto, eles ficam surpresos ao descobrir na casa um casal de quarenta e poucos anos, Delia e Federico, que afirmam ter assinado o mesmo contrato. Ambos os casais estão certos, porque o proprietário idoso, que sofre de Alzheimer, assinou os dois contratos pouco antes de morrer, então, legalmente, os dois casais têm os mesmos direitos. A esperança de cada parte é que a outra se canse do acordo e saia, mas como ninguém quer sair de casa, elas serão forçadas a viver juntas por cinco anos. O que ocorre entre os dois casais é uma luta dura, com constantes conflitos promovidos por seus estilos de vida diametralmente opostos.

### Segunda temporada
Os dois casais (Delia/Federico e Ana/Fernando) não vão mais lutar para tirar um ao outro de casa, agora devem trabalhar juntos para levantar 500 mil pesos mexicanos em menos de três meses e poder pagar a dívida que o ex-dono herdou, e liberar a hipoteca para manter a casa.

## Elenco
- Regina Blandón como Ana Donají-Álvarez de Gómez
- Juan Diego Covarrubias como Fernando Federico  Gómez Arriaga
- Patricia Manterola como Delia Guadalupe Zaldívar de Gómez[3]
- Rodrigo Murray como Federico Fernando  Gómez Noroña

## Produção
A série é criada por Pedro Ortiz de Pinedo e produzida pela Televisa. As filmagens da série começaram em 12 de junho de 2017. Um total de 13 episódios foram confirmados para a primeira temporada. A produção da segunda temporada começou em 9 de julho de 2018.